# Macoun

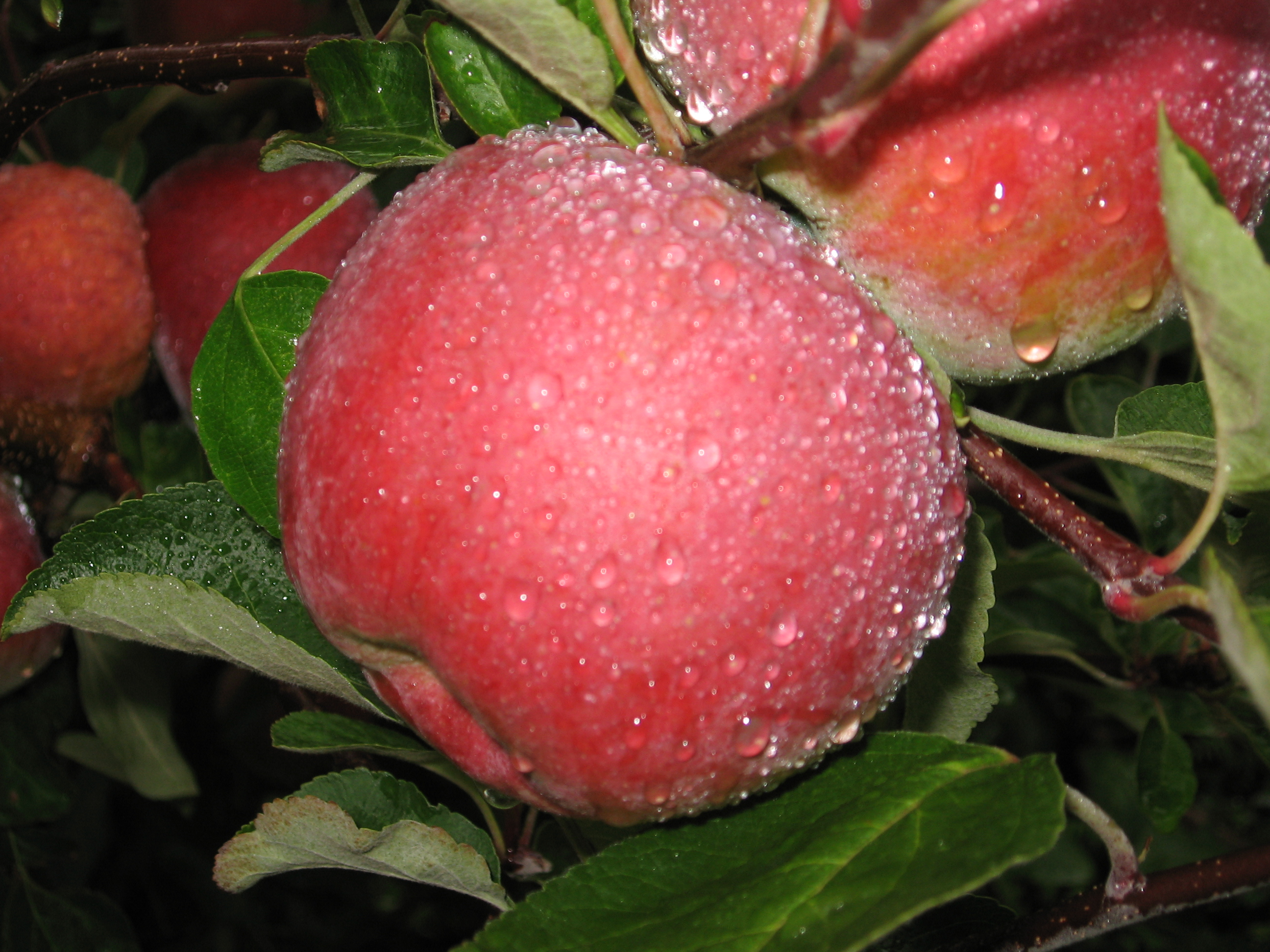
Pomme Macoun

Macoun est un cultivar de pommier domestique. 
Nom botanique: Malus domestica Bockh macoun

## Pollinisation
Variété diploïde.
- Groupe de floraison: B.

## Parenté
Hybride sélectionné de croisements McIntosh x Jersey Black
Descendants:
- Liberty: Macoun x Perdue 54-12

## Susceptibilités aux maladies
- Tavelure : élevée[1]
- Mildiou : élevée
- Rouille : élevée
- Feu bactérien : moyenne

## Culture
La forte susceptibilité de ce cultivar aux maladies invite à l'éviter dans les jardins des particuliers où les traitements ne sont pas systématiques. On lui préférera un descendant résistant au moins à la tavelure.